# Friedrich Kasimir Medikus
Friedrich Kasimir Medikus (Grumbach, 6 januari 1736 – Mannheim, 15 juli 1808) of Friedrich Casimir Medicus was een Duitse botanicus en arts. 
Hij was hoofd van de Ruprecht-Karls-Universität Heidelberg en beheerder van de botanische tuin van Mannheim. Hij droeg bij aan de cultivatie van de robinia in Europa.

## Selectie van publicaties
- Geschichte periodischer Krankheiten (Karlsruhe, 1764, heruitgegeven in Frankfurt am Main in 1794).
- Sammlung von Beobachtungen aus der Arzengwissenschaft (Zürich, twee delen, 1764-1766, heruitgegeven in 1776).
- Briefe an den Hern I.G. Zimmermann, über cinige Erfahrungen aus der Arznegwissenschaft (Mannheim, 1766).
- Sur les rechûtes et sur la contagion de la petite vérole, deux lettres de M. Medicus, ... à M. Petit (Mannheim, 1767).
- Von dem Bau auf Steinkohlen (Mannheim, 1768).
- Beiträge zur schönen Gartenkunst (Mannheim, 1782).
- Botanische Beobachtungen (Mannheim, 1780-1784).
- Über einige künstliche Geschlechter aus der Malven- Familie, denn der Klasse der Monadelphien (Mannheim, 1787).
- Pflanzen-Gattungen nach dem Inbegriffe sämtlicher Fruktifications-Theile gebildet... mit kritischen Bemerkungen (Mannheim, 1792).
- Über nordamerikanische Bäume und Sträucher, als Gegenstände der deutschen Forstwirthschaft und der schönen Gartenkunst (Mannheim, 1792).
- Critische Bemerkungen über Gegenständen aus dem Pflanzenreiche (Mannheim, 1793).
- Geschichte der Botanik unserer Zeiten (Mannheim, 1793).
- Unächter Acacien-Baum, zur Ermunterung des allgemeinen Anbaues dieser in ihrer Art einzigen Holzart (Leipzig, vier delen, 1794-1798).
- Über die wahren Grundsäzze der Futterbaues (Leipzig, 1796).
- Beyträge zur Pflanzen-Anatomie, Pflanzen-Physiologie und einer neuen Charakteristik der Bäume und Sträucher (Leipzig, twee delen, 1799-1800).
- Entstehung der Schwämme, vegetabilische Crystallisation (Leyde, 1803).
- Fortpflanzung der Pflanzen durch Examen (Leyde, 1803).
- Beiträge zur Kultur exotischer Gewächse (Leipzig, 1806).

- Biblioteca Nacional de España: XX1690852
- Bibliothèque nationale de France: cb125480827 (data)
- Author citation (botany): Medik.
- CiNii: DA15364645
- Gemeinsame Normdatei: 115752749
- International Standard Name Identifier: 0000 0000 8135 7634
- Library of Congress Control Number: n86815875
- Nationale Bibliotheek van Tsjechië: ola2006357382
- Nationale bibliotheek van Australië: 36190796
- Nationale Bibliotheek van Polen: a0000003762834
- Nederlandse Thesaurus van Auteursnamen: 073980099
- Système universitaire de documentation: 067721109
- Museum of New Zealand Te Papa Tongarewa: 50613
- Trove: 1226569
- Virtual International Authority File: 56723973
- WorldCat: E39PBJB8v4fXMjpxhwVbCWrQbd